# پایگاه هوایی موری
پایگاه هوایی موری (به انگلیسی: Murray Field) یک فرودگاه همگانی بهره‌برداری هوایی با کد یاتا EKA است که یک باند فرود آسفالت دارد و طول باند آن ۹۱۴ متر است. این فرودگاه در شهر اورکا، کالیفرنیا کشور ایالات متحده آمریکا قرار دارد و در ارتفاع ۲ متری از سطح دریا واقع شده‌است.